# Theodor Westman
Nicolas Theodor Désiré Westman, född den 5 juli 1846 i Linköping, död den 21 juli 1917 i Grebbestad, Tanums församling, Göteborgs och Bohus län, var en svensk ämbetsman.
Westman blev 1864 student vid Uppsala universitet, där han avlade kameralexamen samma år och examen till rättegångsverken 1870. Han blev vice häradshövding 1876, biträdande länsnotarie i Stockholms län 1880 och ordinarie länsnotarie där 1885. Westman var landssekreterare i Gotlands län 1902–1913. Han blev riddare av Nordstjärneorden 1913.
Theodor Westman var gift med Annie Ekman (1875–1952). Makarna vilar på Gamla griftegården, Linköping.